# Oblates de Santa Francesca Romana
Les Oblates de Santa Francesca Romana (en llatí Congregatio Oblatarum Turris Speculorum) són una congregació religiosa de germanes, fundada per santa Francesca Romana (1384-1440). Fins al 1947, es podia considerar un institut secular, on les seves membres eren laiques i vivien en comunitat sense vots públics.

## Història
Va començar com una fraternitat de devoció relacionada amb la Congregació Benedictina de Monte Oliveto: Francesca Ponziani, després Francesca Romana, va fundar-la per reunir un grup d'oblates de nobles famílies que, dedicades a la caritat i la pregària, volien aprofondir en la vida de devoció, com a laiques i sense fer vots públics. El 15 d'agost de 1425 van triar com a lloc de reunió l'església del monestir olivetà de Santa Maria Nova, i van prendre el nom d'Oblates Olivetanes de Maria. El 25 de març de 1433 van començar a fer vida en comú en una casa que havia comprat Francesca al barri de Campitelli, vora l'anomenada Torre de' Specchi. Allí vivien fent pregària contemplativa i treballs manuals, vivent com a eremites a dins la ciutat, però sense clausura, ajudant als necessitats, tenint cura dels malalts i ensenyant primeres lletres a les nenes. No estaven obligades a emetre vots solemnes i continuaven mantenint un lligam espiritual amb els olivetans, seguint en la seva vida la Regla de Sant Benet.

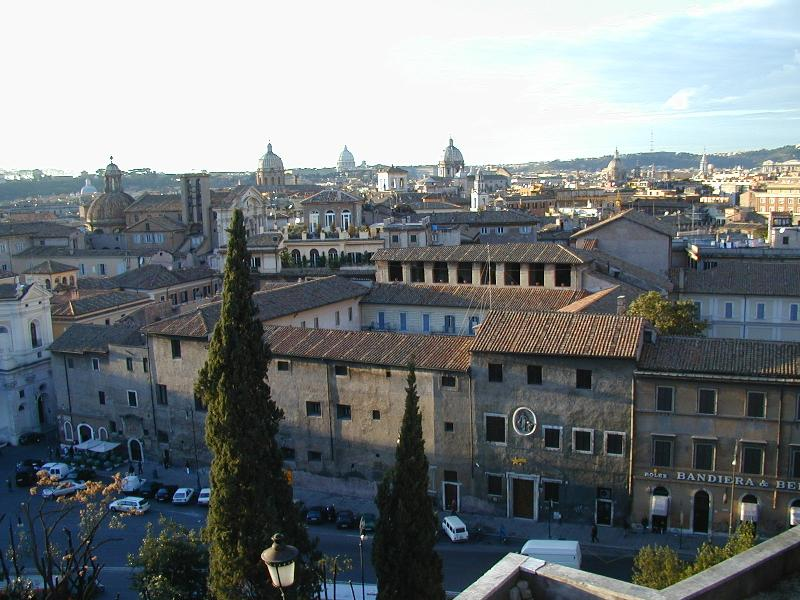
Convent de les Oblates, a Roma.

La comunitat, però, no tenia cobertura jurídica: el breu Periculoso de Bonifaci VIII (1298) imposava que les comunitats femenines fossin de clausura, i els decrets del Concili Lateranense IV (1315) obligava a qualssevol que fessin vida en comú a seguir una regla. No obstant això, les comunitats benedictines d'oblats no preveien que els membres fessin vots o observessin una regla. Francesca volia que la casa continués essent un monestir obert, sense clausura, que permetés a les dones que hi vivien dedicar-se a obres d'assistència i beneficència que no podrien fer com a monges de clausura.
Francesca s'adreçà al papa Eugeni IV i aquest, amb carta del 4 de juliol de 1433, concedí a les oblates el privilegi de fer vida regular, d'elegir-ne una president, de dependre directament del bisbe, no del rector, d'acollir dones a la comunitat i de poder triar un confessor. L'abat de la Congregació de Monte Oliveto, Battista da Poggibonsi, va aprovar la nova comunitat el 9 d'agost de 1439 i els concedí una gran autonomia respecte als monjos.
El 1556, quan Pius V imposà la clausura a tots els monestirs femenenis, les oblates se'n declararen exemptes, ja que no pertanyien a un orde religiós. Com a associació laica lliure, tampoc no va ser afectada per les lleis de supressió dels ordes religiosos de 1870.
Es constituí com a associació laica, tipus de comunitat que després prengué el nom d'institut secular. Des de 1947, les Oblates de Tor de' Specchi, anomenades així per la seva primera fundació, són una congregació de germanes, aprovada per Joan XXIII el 1958.

## Activitats i difusió
Avui es dediquen a l'ensenyament i la catequesi dels nens que es preparen per a la primera comunió. També donen hostatge a estudiants universitàries que venen d'altres llocs a Roma. En origen, les seves tasques havien estat variades, ja que el seu carisme era obert: des de l'atenció hospitalària als malalts, a l'ensenyament de primeres lletres a les nenes o l'apostolat. Tenen una especial devoció envers la Mare de Déu i l'àngel custodi.
El 31 de desembre de 2005, la congregació comptava amb la casa de Tor de' Specchi i 13 religioses.